# Quattro minuti
Quattro minuti (Vier Minuten) è un film drammatico del 2006 diretto da Chris Kraus.

## Trama
A soli venti anni Jenny von Loeben si trova nel carcere femminile di Luckau per avere commesso un atroce omicidio e la sua violenza non risparmia niente e nessuno. Così, malvista dalle altre detenute e bollata come soggetto pericoloso, vive con impassibile cinismo. Nella desolazione di Luckau, niente sembra darle una motivazione per ritrovare la propria umanità, fino a quando l'anziana Traude Krüger, che insegna a suonare il pianoforte nel carcere, si accorge delle sue doti eccezionali e decide di coltivarle, anche se Jenny, sulle prime, non sembra in grado di seguire un normale percorso di apprendimento. In un impeto di ira picchia selvaggiamente il secondino che aveva aiutato la signora Krüger ad acquistare il nuovo pianoforte del carcere e viene relegata in un durissimo isolamento.
L'anziana insegnante, dal carattere deciso e intransigente, non si arrende e a poco a poco riesce a costruire un profondo legame con Jenny, scoprendo le dolorose radici della violenza della ragazza, una storia di abusi, crudeltà e indifferenza che l'hanno segnata per sempre. Anche la signora Krüger ha però alle spalle la tragedia di un amore inconfessabile che l'ha condotta a scegliere di vivere in solitudine, alla ricerca del talento che ora vede in Jenny.
La tenacia di Jenny e della sua insegnante sembrano portare buoni frutti; la ragazza supera brillantemente le selezioni di un concorso per pianisti emergenti ma, a un passo dalla finale, tutti i sogni sembrano vanificarsi: una notte, una compagna di cella tenta di ustionare le preziose mani di Jenny, che, abbandonata a sé stessa, reagisce con prevedibile violenza. Tutto era stato ovviamente orchestrato dal secondino, per vendicarsi e far ricadere ogni colpa su Jenny. Divorato dai rimorsi, egli lascia evadere Jenny perché possa esibirsi nella prova conclusiva del concorso. Il direttore del carcere, giunto in teatro con i suoi uomini per arrestarla, su richiesta della signora Krüger concederà a Jenny solo quattro minuti per esprimere tutto il suo talento e la sua anima in un'ultima, sorprendente esibizione.

## Personaggi
- Jenny von Loeben è un personaggio complesso. Un'infanzia ricca di successo dovuta al suo talento da pianista incoraggiato dalla figura meschina del padre adottivo che voleva fare di lei un'artista internazionale non l'ha protetta da una realtà fatta di violenze. Gli abusi sessuali, le difficoltà affettive, la condanna per omicidio, la morte del figlio l'hanno resa una persona rude e nel carcere femminile di Lickau è sola e nulla sembra darle ragione di vita.
- Traude Krüger è un'insegnante di musica, con un passato da infermiera durante la seconda guerra mondiale, anni in cui prestava servizio presso il reparto sanitario della prigione di Lickau. Furono giorni difficili, "dotata di grandi doti artistiche ma con una mente instabile", ciò pensavano di lei i nazisti per il suo amore nei confronti di una nemica del popolo condannata a morte. Un legame nascosto, vissuto con la passione di una giovane innamorata ma un sentimento profondo che è rimasto vivo nel suo cuore e ha vinto la separazione fisica delle due. Jenny oggi è nuovo motivo di impegno, lavoro e sfida.
- Mütze è una delle guardie carcerarie e segue i corsi della signora Krüger. È un uomo insicuro, prepotente e incline alla vendetta se ferito, il tutto racchiuso in un corpo buffo che attenua la negatività di queste caratteristiche che convogliano nel bisogno di avere delle conferme da parte di chi stima.
- Kowalski è una delle guardie carcerarie. "Sono un uomo di principi, dico sempre ai miei figli: non fidatevi di nessuno, non regalate nemmeno una briciola di pane.." così si descrive al giornalista incaricato di fare un servizio su Jenny, ma nonostante questo a volte "si frega con le sue mani".
- Meyerbeer è il direttore del carcere. Nel suo ufficio ha un grande acquario dove nuotano pesci persici. Un uomo autoritario, che la signora Krüger associa al suo primo direttore, un maggiore delle SS. Il concorso di Jenny è per lui motivo di pubblicità e non ha interesse umano nei confronti del caso, alla fine del film si dimostra comprensivo rinviando l'arresto di 4 minuti.
- Gerard von Loeben è il padre adottivo di Jenny. Un uomo violento e meschino che sembra aver compreso negli anni la gravità e l'orrore degli atti compiuti.

## Colonna sonora
La colonna sonora del film è di Annette Focks, la scelta musicale alterna brani di musica classica, musica pop e pezzi inediti. Il CD è stato pubblicato in Italia il 23 marzo 2007.
Lista dei brani:
- Yala
- Wolfgang Amadeus Mozart, sonata per pianoforte in fa maggiore KV 332, II tempo
- Right Into My World
- Christi Blut und Gerechtigkeit, canto religioso evangelico nº 273
- Franz Schubert, Impromptus II in la bemolle maggiore D 935 op. 142 nº 2
- Falter auf dem Klavier
- Handkanten Act
- Jesus bleibet meine Freude, trascrizione per pianoforte dalla cantata BWV 147 di Johann Sebastian Bach
- Yala Lala Ya Asfura
- Handschellenrock
- Fenstersprung
- Wolfgang Amadeus Mozart, sonata per pianoforte in la maggiore KV 331, I tempo
- Traudes Heimkehr
- Chosn Kale Mazel Tov
- Jennys Geheimnis
- Das ist meins
- Samt el Sout
- Jennys Abschlusskonzert

## Riconoscimenti
- Gran Premio dello Stato di Baden Württemberg 2004: "miglior sceneggiatura" (prima di iniziare le riprese)
- Biberach Film Festival 2006: "Gran premio e premio del pubblico"
- Hof International Film Festival 2006: "miglior scenografia"
- Shanghai International Film Festival 2006: "miglior film"
- Sofia International Film Festival 2007: "miglior regia, premio FIPRESCI"
- Bavarian Film Awards 2007: "miglior attrice" (Monica Bleibtreu), "miglior soggetto", "miglior attrice esordiente" (Hannah Herzsprung)
- Nomination European Film Academy Premio per un contributo artistico (European Film Awards, 2007)